# (6407) 1992 PF2
A (6407) 1992 PF2 a Naprendszer kisbolygóövében található aszteroida. Henry Holt fedezte fel 1992. augusztus 2-án.